# Bliźniew
Bliźniew – wieś w Polsce położona w województwie łódzkim, w powiecie sieradzkim, w gminie Wróblew.

## Części wsi
| SIMC    | Nazwa   | Rodzaj    |
| ------- | ------- | --------- |
| 0719441 | Osowiec | część wsi |

## Historia
Bartłomiej z Bliźniowa, poseł ziemski kamieniecki, 3 lutego 1436 był obecny w Zalesiu podczas zapisu funduszu przez Teodoryka z Buczacza herbu Abdank dla proboszcza kościoła pw. św. Marii Magdaleny w Jazłowcu.
W latach 1975–1998 miejscowość administracyjnie należała do województwa sieradzkiego.